# Felicitas Becker
Felicitas Maria Becker (* 1971 in Erlangen) ist eine deutsche Historikerin, Afrikawissenschaftlerin und Journalistin. Sie ist Professorin für afrikanische Geschichte an der Universität Gent, nachdem sie zuvor an der Universität Cambridge unterrichtet hatte.
Becker studierte Geschichte und Afrikawissenschaften an der Humboldt-Universität zu Berlin und an der Londoner School of Oriental and African Studies, wo sie 1997 mit einem Master of Arts abschloss. Sie promovierte 2002 bei John Iliffe am St John’s College der Universität Cambridge im Fach Afrikanische Geschichte. Ihre Dissertation zur Sozialgeschichte im Südosten Tansanias von ca. 1890 bis 1950 gewann den Ellen-MacArthur-Preis in Wirtschaftsgeschichte. Als Postdoktorandin arbeitete sie 2002 bis 2005 an der SOAS in London. Von 2006 bis 2010 lehrte sie als Assistant Professor am Fachbereich Geschichte der Simon Fraser University in Vancouver. Dann wurde sie als Lecturer für Afrikanische Geschichte an die Universität Cambridge berufen, wo sie Fellow des Peterhouse war. 2016 wechselte sie als Professorin für Afrikanische Geschichte an die Universität Gent.
Ihre Veröffentlichungen behandeln das Sozialgefüge von Ostafrika. Außerdem gilt sie als Spezialistin für die Geschichte des Islam in diesem Teil Afrikas. Sie wurde durch zahlreiche weitere hochkarätige Stipendien in ihrer Arbeit unterstützt, so beispielsweise von der Gerda Henkel Stiftung und dem Europäischen Forschungsrat (1,9 Mio. Euro für Forschung zu den Nachwirkungen der Sklaverei in Ostafrika).

## Werke (Auswahl)
- Vanderbilt University, Schriftenverzeichnis.
- mit Jigal Beez (Hrsg.): Der Maji-Maji-Krieg in Deutsch-Ostafrika, 1905–1907. Ch. Links Verlag, Berlin 2005.
- Netzwerke vs. Gesamtgesellschaft. Ein Gegensatz? Anregungen für Verflechtungsgeschichte. In: Geschichte und Gesellschaft, 30. Jahrgang, Heft 2, 2004, ISSN 0340-613X, S. 314–324.